# Ammotrecha chiapasi
Ammotrecha chiapasi o araña camello es un arácnido perteneciente a la familia Ammotrechidae del orden Solifugae. Esta especie fue descrita por Muma en el año 1986. El nombre “chiapasi” deriva del lugar donde fue hallada la especie (Chiapas).

## Nombre común
- Español: araña camello.

## Clasificación y descripción de la especie
Es un solífugo perteneciente a la familia Ammotrechidae, del orden Solifugae. Una característica importante que sirve para poder distinguirlo es que el margen que se encuentra entre la región ocular y los quelíceros es curveado, característica propia de la familia Ammotrechidae. Carece de veneno y aguijón, pero cuenta con un par de quelíceros muy fuertes. La coloración del opistosoma es café oscuro con una raya blanca en la parte dorsal; el carapacho es ocre, con ligeras manchas en la región ocular, así como en los márgenes. Las patas intercalan zonas de color café-púrpura con zonas de color blanco. En los machos, la parte fija del quelícero tiene un flagelo movible, difícil de observar a simple vista. Son de tamaño pequeño, su cuerpo llega a medir hasta 1.8 cm.

## Distribución de la especie
Es una especie endémica de México, y se le conoce de su localidad originaria, San Cristóbal de las Casas, en el estado de Chiapas.

## Ambiente terrestre
Se le ha encontrado en troncos descompuestos así como en el estiércol seco del ganado. 

## Estado de conservación
Debido al escaso conocimiento de las poblaciones de esta especie, actualmente no se encuentra enlistada bajo ningún tipo de categoría de riesgo en la Normatividad Mexicana o Internacional.